# Аксон
Аксон или нервно влакно се нарича дълъг и тънък израстък на нервната клетка (неврона), който провежда електрически импулси от тялото на неврона. .

## Анатомия
| Неврон                                                                               |
| ------------------------------------------------------------------------------------ |
| Дендрит Сома Аксон Ядро Прищъпване на Ранвие Синапс Шванова клетка Миелинова обвивка |

Аксонът е предавателна линия на нервната система, a нервите представляват снопове от аксони. Отделните аксони са с микроскопичен диаметър – обикновено един микрометър (1 μm), но на дължина достигат макроскопични (над 1 mm) размери. Най-дългите аксони в човешкото тяло, например, са тези на седалищния нерв. Те започват от основата на гръбнака и стигат до палците на краката. Единичните нервни влакна на Седалищния нерв могат да достигнат на дължина 1 метър и дори повече.
При гръбначните аксоните на много неврони са обвити в миелин, който се състои от един от два типа глиални клетки – клетки на Шван, обвиващи периферните неврони и олигодендроцити, изолиращи невроните на централната нервна система. По обвитите в миелин нервни влакна на равни разстояния има прекъсвания в обвивката, наречени възли на Ранвие. Те дават възможност за един изключително скоростен режим за предаване на електрически импулси, наречена салтация. Демиелинацията на аксоните е причината за много неврологични симптоми, срещащи се при болестта множествена склероза.
Аксоните на някои неврони се разклоняват и образуват разклонения, по които разклонените импулси пътуват едновременно, за да достигнат повече от една клетка.

## Физиология
Физиологията на аксоните е пространно изследвана. Ходжкин и Хъксли извършват пионерска работа с аксони на гигантски калмар, която води до формулирането на модела на Ходжкин-Хъксли. Формулите, изразяващи аксонната проводимост са разширени за гръбначните животни в уравненията на Франкенхаузер-Хъксли. Ерлангер и Гасер по-късно разработват класификационна система за периферните нервни влакна, основана на скоростта на аксонната проводимост, миелинацията, размерът на влакната и др. Например, има бавнопроводими немиелинирани C влакна и бързопроводими миелинирани Aδ влакна. Днес продължава да се извършва по-сложно математическо моделиране. Нашето разбиране на биохимичната основа за разпространението на акционните потенциали е напреднало и вече включва много подробности за индивидуални йонни канали.

## Растеж и развитие
Растящите аксони се придвижват в средата си чрез конуса на растежа, който се намира на върха на аксона. Конусът на растежа има широки листоподобни израстъци, наречени ламелиподии, които съдържат издутини, наречени филоподии. Филоподиите са механизмът, чрез който целия процес следва повърхности и изследва обкръжаващтата го среда. Актинът има основна роля за подвижността на системата.
Среди с високи нива на клетъчно-адхезионни молекули (КАМ) са идеални за аксонния растеж. Те изглежда предоставят „лепкава“ повърхност, по която аксоните да растат. Примери за КАМ, специфични за централните нервни системи са Н-КАМ, невроглиална КАМ или НгКАМ, НАГ-1, МАГ, ДЦК, всичките членове на суперсемейството на имуноглонулина. Друг набор от молекули, наречени извънклетъчни матрични адхезионни молекули също предоставят лепкав субстрат, по който да растат аксоните. Примери за такива са ламинин, фибронектин, тенасцин, перлекан. Някои от тях са повърхностно свързани с клетките и по този начин действат привличащо или отблъскащо на къси разстояния. Други са дифузируеми лиганди, поради което могат да действат на по-дълги разстояния.
Клетки, наречени клетки-пътепоказатели подпомагат насочването на растежа на аксоните. Тези клетки обикновено са други, понякога недоразвити, неврони.

## История
Някои от първите междуклетъчни записи в нервна система са направени в късните 1930 от К. Кол и Х. Къртис. Алън Ходжкин и Ендрю Хъксли използват също гигантски аксон от калмар (1939) и до 1952 г. те получават пълно количествено описание на йонната основа на акционния потенциал. Ходжкин и Хъксли получават заедно Нобелова награда за тази работа през 1963 г.